# 俺たちホームズ&ワトソン
『俺たちホームズ&ワトソン』（原題：Holmes & Watson）は、2018年に公開されたアメリカ合衆国のコメディ映画である。監督はイータン・コーエン、主演はウィル・フェレルとジョン・C・ライリーが務めた。なお、本作は日本国内で劇場公開されなかったが、2019年6月5日にデジタル配信および、DVDレンタルが開始された。

## 概略
名探偵シャーロック・ホームズの元に「モリアーティ教授がヴィクトリア女王の暗殺を画策している」との一報が届いた。本作はホームズとワトソンがモリアーティの凶行を止めようと奮闘する様を、コメディタッチで描き出していく。

## キャスト
※ 括弧内は日本語吹替
- シャーロック・ホームズ - ウィル・フェレル（内田直哉）
- ジョン・ワトソン医師 - ジョン・C・ライリー（石住昭彦）
- グレース・ハート医師 - レベッカ・ホール（阿部彬名）
- ジェームズ・モリアーティ教授 - レイフ・ファインズ（中村章吾）
- レストレード警部 - ロブ・ブライドン（小形満）
- マーサ・ハドソン夫人 - ケリー・マクドナルド（高橋理恵子）
- ミリセント（ミリー） - ローレン・ラプカス（英語版）（坂本悠里）
- グスタフ・クリンガー - スティーヴ・クーガン（クレジットなし）（宮本淳）
- ヴィクトリア女王 - パム・フェリス
- マイクロフト・ホームズ - ヒュー・ローリー（クレジットなし）
- ドキシー - ノア・ジュープ
- 格闘技ファン - マイケル・バッファー
- 格闘技ファン - ブルース・バッファー
- 本人役 - ビリー・ゼイン

## 製作
2008年7月、サシャ・バロン・コーエンとウィル・フェレルが本作に出演するとの報道があった。その際、フェレルはジョン・ワトソンを演じると報じられた。2016年8月16日、脚本を担当したイータン・コーエンが本作の監督を務めることになり、フェレルがシャーロック・ホームズを演じ、ジョン・C・ライリーがジョン・ワトソンを演じることになったと報じられた。11月14日、ローレン・ラプカスの出演が決まったとの報道があった。17日、ロブ・ブライドン、ケリー・マクドナルド、レベッカ・ホールがキャスト入りした。12月上旬、本作の主要撮影がロンドンで始まった。2017年1月6日、レイフ・ファインズとヒュー・ローリーが本作に出演すると報じられた。

## 公開・マーケティング
当初、本作は2018年8月3日に全米公開される予定であったが、公開日は2018年11月9日→同年12月21日→同年12月25日と延期されることになった。
2018年9月28日、本作のファースト・トレイラーが公開された。

## 興行収入
本作は『バイス』と同じ週に封切られ、公開初週末に800万ドル前後を稼ぎ出すと予想されていたが、その予想は的中した。2018年12月25日、本作は全米2776館で公開され、公開初週末に742万ドルを稼ぎ出し、週末興行収入ランキング初登場7位となった。

## 評価
本作は批評家から酷評されている。映画批評集積サイトのRotten Tomatoesには69件のレビューがあり、批評家支持率は10%、平均点は10点満点で3点となっている。サイト側による批評家の見解の要約は「ロンドンを舞台にした最も低俗で最も下品な作品でさえ、『俺たちホームズ&ワトソン』が提示したシャーロック・ホームズとワトソンの冒険より酷いものは描けない。」となっている。また、Metacriticには23件のレビューがあり、加重平均値は24/100となっている。なお、CinemaScoreはD+となっている。
本作は第39回ゴールデンラズベリー賞で6部門にノミネートされ、最低作品賞、最低監督賞、最低助演男優賞、最低リメイク・パクリ・続編映画賞の4部門で受賞を果たした。